# Immo Lieberoth
Immo Lieberoth (* 16. Oktober 1929 in Leipzig; † 6. Mai 2025 in Eberswalde) war ein deutscher Agrarwissenschaftler und Politiker der CDU (zunächst der „Ost-CDU“, ab 1990 der gesamtdeutschen CDU). Er war Mitglied des 12. Deutschen Bundestages.
Lieberoth besuchte die Oberschule und die Fachschule für Landwirtschaft und machte seinen Abschluss zum staatlich geprüften Landwirt. Danach studierte er in Leipzig und Göttingen Landwirtschaft, erwarb das Diplom und promovierte danach. Von 1952 bis 1962 arbeitete er als wissenschaftlicher Assistent bzw. Oberassistent, ab 1962 gar als stellvertretender Direktor und wissenschaftlicher Mitarbeiter am Institut für Bodenkunde bzw. am Forschungszentrum für Bodenfruchtbarkeit der AdL in Müncheberg. Er habilitierte an der Karl-Marx-Universität Leipzig und wurde 1968 ordentlicher Professor der AdL. Er arbeitete langjährig auch als Quartärgeologe. 1990 wurde er Präsident der Bodenkundlichen Gesellschaft. Zudem war er Mitglied der Internationalen Bodenkundlichen Union und der Internationalen Quartärvereinigung. Er veröffentlichte ca. 130 wissenschaftliche Aufsätze.
1948 trat er in der die CDU ein und war ab 1972 Mitglied des Hauptvorstandes der CDU. 1970 wurde er Vorsitzender der Kreisvorstandes Eberswalde und 1974 des Bezirksvorstandes Frankfurt/Oder der DSF.
Von 1990 bis 1994 saß er als direkt gewählter Abgeordneter des Wahlkreises Eberswalde – Bernau – Bad Freienwalde im Deutschen Bundestag. Daneben war er Mitglied in der Enquete-Kommission Schutz des Menschen und der Umwelt.

## Auszeichnungen
- 1976 Vaterländischer Verdienstorden in Bronze
- 1983 Vaterländischer Verdienstorden in Silber
- 1989 Orden Stern der Völkerfreundschaft in Silber